# Scopula euchroa
Scopula euchroa är en fjärilsart som beskrevs av Louis Beethoven Prout 1925. Scopula euchroa ingår i släktet Scopula och familjen mätare. Inga underarter finns listade.